# Beaulieu-sur-Loire
Beaulieu-sur-Loire település Franciaországban, Loiret megyében. Lakosainak száma 1750 fő (2022. január 1.). Beaulieu-sur-Loire Belleville-sur-Loire, Santranges, Bonny-sur-Loire, Châtillon-sur-Loire és Neuvy-sur-Loire községekkel határos.

## Népesség
A település népességének változása:
| Lakosok száma | 1538 | 1502 | 1644 | 1747 | 1814 | 1858 | 1815 | 1789 | 1779 | 1750 |
|               | 1968 | 1982 | 1990 | 2006 | 2013 | 2015 | 2017 | 2019 | 2020 | 2022 |

## Híres emberek
- Itt született 1881. április 1-én Henri Laurent olimpiai bronzérmes vívómester (1900)